# اختبار سات في مادة الكيمياء
إن اختبار سات في مادة الكيمياء هو اختبار اختيار من متعدد موحد لمدة ساعة واحدة ينعقد في مادة الكيمياء عن طريق مجلس الكلية. ويختار الطالب ما إذا كان يجتاز الاختبار باعتباره من متطلبات دخول الجامعة والكليات التي ينوي الطالب الالتحاق بها. وحتى عام 1994، كانت اختبارات سات للمواد معروفة باسم اختبارات التحصيل; وحتى يناير من عام 2005 كانت تعرف باسم SAT IIs; ولم تزل تعرف بهذا الاسم الأخير.

## نظام الاختبار
يتكون هذا الاختبار من 85 سؤالاً. تكون الأسئلة 23 الأولى المرقمة من 1-23 هي «أسئلة تصنيفية». بينما 16 السؤال التالية، والمرقمة من 101-116 يُطلق عليها 'أسئلة تحليل العلاقة'. يعتبر اختبار سات في مادة الكيمياء حاليًا الاختبار الوحيد الذي يشتمل على أسئلة تحليل العلاقة، وتتطلب أسئلة تحليل العلاقة من الطالب تحديد القيمة الصحيحة لتعبيرين. إذا كان التعبيران صحيحين، سوف يلجأ الطالب إلى تحليل العلاقة بين التعبيرين لمعرفة ما إذا كان التعبير الثاني يوضح بشكل صحيح التعبير الأول أم لا. أما الـ 46 سؤالاً الأخيرة المرقمة من 24-69، فهي أسئلة نموذجية للاختيار من متعدد. ويتم استخدام النظام المتري في القياس.

## احتساب النقاط
يضم الاختبار 85 سؤال اختيار من متعدد يجب الإجابة عنها في ساعة واحدة. وكل سؤال تحته خمسة اختيارات. ويحصل الطالب على نقطة لكل إجابة صحيحة ويفقد ربع نقطة للإجابة غير الصحيحة ويحصل على صفر للأسئلة التي تركها بلا إجابة. ثم تحول هذه النقاط إلى علامات على مقياس مدرج من 200 إلى 800، وفي عام 2009، كان متوسط درجات الاختبار 638, مع انحراف معياري يبلغ 113. وفي عام 2011, كان متوسط الدرجات 648 وكان الانحراف المعياري 110.

## التجهيز
يتمثل الإعداد الذي أوصى به مجلس الكلية في الحصول على دورة إعدادية في الكيمياء لمدة عام بالكلية ودورة تدريبية في الجبر واكتساب خبرات في دخول واستخدام المعمل. وبالرغم من ذلك فإن هذا قد يسبب بعض التضليل، لأن مفهوم الجبر في السنة الثانية حول اللوغاريتام يتم اختباره في هذا الاختبار للمادة. ومع ذلك، فإنه لا يعني أن الطالب أكمل دورة الجبر في السنة الثانية في هذا الاختبار، وطالما أن الطالب درس الجبر في السنة الأولى ويفهم مفهوم الجبر حول اللوغاريتم بالسنة الثانية، يحب أن يكون الطالب قادرًا على الإجابة عن أسئلة الرياضيات بالاختبار على الرغم من أن الصعوبة في المبادء الرياضية باختبار SAT II في الكيمياءلا تكمن في مدى صعوبتها لكن في السرعة التي يجب الإجابة بها.
والأكثر من ذلك، أحيانا لا يكون الشرط الأساسي الذي يتم تداوله من الخبرة بالمعلم ليس ضروريًا في اختبار الكيمياء بسبب طبيعة الأسئلة الخاصة بالتجارب، حيث يمكن حفظ مفاهيم المعمل بسهولة مسبقًا. وتستخدم بعض أسئلة المعمل الرسوم البيانية، وبذلك من المفيد معرفة شكل الأواني الزجاجية الشائعة المختلفة واستخداماتها.

## الصعوبة
مثل غالبية اختبارات سات، فإن اختبار SAT في مادة الكيمياء يُفترض أن يتسم بالصعوبة النسبية، حيث يختبر نطاقًا واسعًا من المحتوى ويتوقع من الطلاب صياغة إجابات في مدة قصيرة جدًا. ويجد الكثير من طلاب المدارس الثانوية أنفسهم يحصلون على المزيد من المواد الخام مثل كتب الاستعداد ووسائل المساعدة على الإنترنت لمساعدتهم في الاستعداد لاختبار SAT في الكيمياء،
وبينما يعد الاختبار تحديًا، هناك تمايزات بين اختبار SAT في الكيمياء وامتحان AP في الكيمياء الذي يعد اختبارًا للتفكير النقدي لا يستخدم عند القبول بالجامعة لكن عند التعيين بها. وحتى الآن، يجب أن تكون الدورة التدريبية لمنهج AP في الكيمياء كافية للإعداد للحصول على درجات جيدة في اختبار SAT في الكيمياء.

## الموارد
لا يسمح للطالب باستخدام المذكرات أو الكتب المدرسية أو الآلة الحاسبة في أثناء الاختبار، ولكن الشيء الوحيد الذي يمكن للطالب استخدامه هو الجدول الدوري والذي يُقدم مع كراسة الاختبار. ويقدم هذا الجدول فقط الكتل الذرية والعدد الذري والرموز لكل العناصر.

## وصلات خارجية
- College Board on the SAT Subject Test in Chemistry